# Mary's Point
Mary's Point, oorspronkelijk Palmetto Point, is een voormalig dorp op het eiland Saba. Het was in 1629 gesticht. In 1934 werden de inwoners geëvacueerd, en het dorp verplaatst omdat de klippen onder het dorp waren geërodeerd.

## Geschiedenis

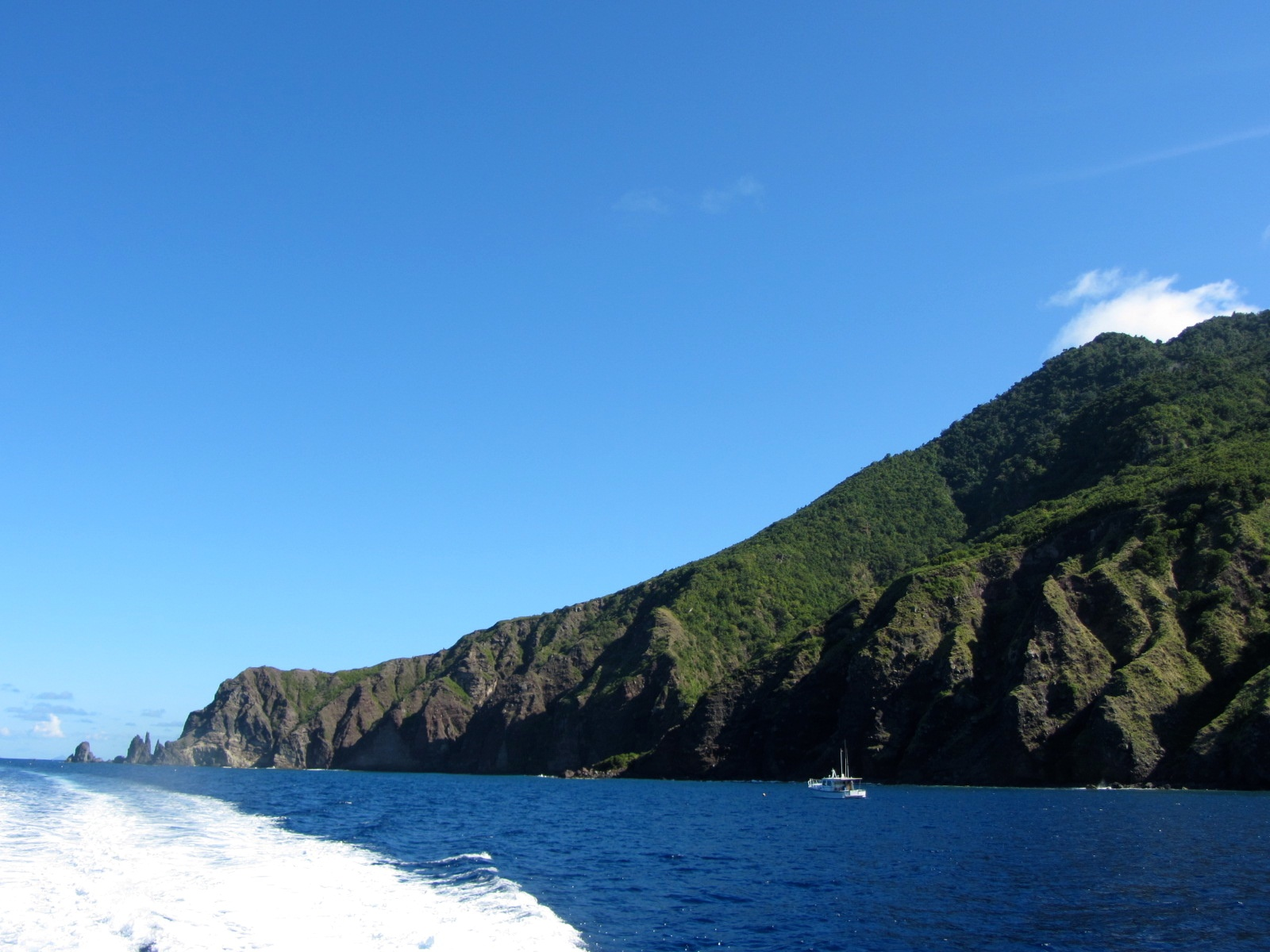
Well's Bay

In 1629 werd het eiland Sint Kitts veroverd door Spanje. De dorpen Palmetto Point en Middle Island werden bewoond door Ieren en Schotten, deze mochten het eiland verlaten. Ze stichtten het dorp Palmetto Point in Saba boven de klippen van Well's Bay. De locatie was goed te verdedigen en de grond boven de klippen was geschikt voor landbouw.
In de 19e eeuw werd de naam gewijzigd naar Mary's Point naar Mary Simmons. Er was een weg aangelegd met 524 traptreden naar The Bottom, en een tocht duurde ongeveer 45 minuten. In 1865 telde Mary's Point 75 inwoners. Vanwege de isolatie vertrokken veel inwoners naar Bermuda. In 1919 werd een school gebouwd in Mary's Point, maar werd in februari 1923 weer gesloten vanwege te hoge kosten.
In 1934 telde Mary's Point 32 inwoners. Er werd besloten het dorp te evacueren vanwege de erosie van de klippen onder het dorp. Een gedeelte van de bevolking werd verplaatst naar de wijk Promised Land in The Bottom, en een ander gedeelte naar Windwardside. De huizen werden afgebroken en op de nieuwe locatie opnieuw opgebouwd.
In 1980 werd The Road, de hoofdweg van Saba, verlegd naar Well's Bay, de baai onder Mary's Point. In 2008 werd archeologisch onderzoek verricht in de restanten van de funderingen van de huizen. In 2018 werd een nieuw wandelpad aangelegd naar Mary's Point. Het pad heeft een trap met meer dan 200 treden.
St. Johns · 
The Bottom · 
Windwardside · 
Zions Hill